# Ophelimus consobrinus
Ophelimus consobrinus är en stekelart som först beskrevs av Girault 1913.  Ophelimus consobrinus ingår i släktet Ophelimus och familjen finglanssteklar. Inga underarter finns listade i Catalogue of Life.